# Bringkang
Bringkang is een bestuurslaag in het regentschap Gresik van de provincie Oost-Java, Indonesië. Bringkang telt 6213 inwoners (volkstelling 2010).